# Binjai (Muara Kelingi)
Binjai is een bestuurslaag in het regentschap Musi Rawas van de provincie Zuid-Sumatra, Indonesië. Binjai telt 985 inwoners (volkstelling 2010).